# 鈴木康幸
鈴木 康幸（すずき やすゆき、1962年〈昭和37年〉1月31日 - ）は、日本の自治・総務技官。

## 来歴
千葉県東金市出身。千葉県立成東高等学校を経て、東北大学工学部卒業。1988年（昭和63年）4月、消防庁に入庁。消防庁予防課に配属。入庁後、有識者検討会事務局で働き、予防系業務などに携わった。阪神・淡路大震災では消防庁震災対策指導室震災対策専門官として消防大学校に市町村職員を集め、地域防災計画の発表の他、市町村間で落橋や火災、渋滞などの二次災害について議論するなどした。
その後、消防庁防災情報室課長補佐、同防災課課長補佐、京都市消防局予防部担当課長、同予防部担当部長、消防庁予防課設備専門官、同予防課課長補佐、同予防課理事官、危険物保安技術協会業務企画部長、消防庁予防課特殊災害室長、同予防課危険物保安室長などを歴任。
2015年（平成27年）4月1日、消防庁予防課長に就任。
2019年（令和元年）7月5日、消防庁審議官に就任。
2020年（令和2年）7月20日、消防庁消防大学校消防研究センター所長に就任。2024年（令和6年）7月5日、辞職。同年11月1日、一般財団法人日本消防設備安全センター専務理事に就任。